# Симеоновград
Симео́новград (болг. Симеоновград) — місто в Хасковській області Болгарії. Адміністративний центр общини Симеоновград.

## Населення
За даними перепису населення 2011 року у місті проживали 6712 осіб.
Національний склад населення міста:
| Національність   | Кількість осіб | Відсоток |
| ---------------- | -------------- | -------- |
| болгари          | 4651           | 75,7%    |
| цигани           | 1392           | 22,7%    |
| турки            | 49             | 0,8%     |
| інша             | 12             | 0,2%     |
| не визначились   | 37             | 0,6%     |
| Всього відповіли | 6141           |          |

Розподіл населення за віком у 2011 році:
Динаміка населення: